# Pia Wunderlich
Pia Wunderlich (Bad Berleburg, 26 gennaio 1975) è un'ex calciatrice tedesca, che ha giocato per quasi tutta la carriera con l'1. FFC Francoforte e la nazionale tedesca.

## Carriera

### Club
Wunderlich ha iniziato al TuS Schwarzenau all'età di sette anni insieme a sua sorella Tina. Nel 1989 è passata al TSV Battenberg. Con questa squadra è salita in Frauen-Bundesliga nel 1992. Nel 1993 si è trasferita all'Praunheim seguendo le compagne quando la sua sezione femminile si distaccò dando origine, nel 1998, al 1. FFC Francoforte, con cui è rimasta fino al termine della sua carriera nel 2009.

### Nazionale
Ha fatto la sua prima apparizione in nazionale nel 1993 contro la Russia. Dopo sporadiche apparizioni, è diventata una regolare nel 1996.

## Palmarès

### Club

#### Trofei nazionali
- Campionato tedesco: 7

1. FFC Francoforte: 1998-1999, 2000-2001, 2001-2002, 2002-2003, 2004-2005, 2006-2007, 2007-2008
- Coppa di Germania: 7

1. FFC Francoforte: 1998-1999, 1999-2000,2000-2001, 2001-2002, 2002-2003, 2006-2007, 2007-2008

#### Trofei internazionali
- UEFA Women's Cup: 3

1. FFC Francoforte: 2001-2002, 2005-2006, 2007-2008

### Nazionali
- Campionato mondiale femminile di calcio: 1

Stati Uniti 2003
- Campionato europeo femminile di calcio: 4

Europa 1995, Norvegia-Svezia 1997, Germania 2001, Inghilterra 2005